# Stefan Andersson (bandyspelare)
Stefan Andersson, född 20 maj 1969, moderklubb IK Heros, är en svensk före detta bandyspelare. Han representerade Sandvikens AIK under den största delen av sin karriär. Där spelade Andersson i 21 säsonger och stod för 422 mål på 601 serie- och slutspelsmatcher.
Stefan Andersson var starkt bidragande när Sandvikens AIK tog sitt första SM-guld på 51 år, 1997. I finalen mot Västerås stod han för tre av målen i 5-4-segern.
Efter det tog han ytterligare tre SM-guld i klubben (2000, 2002 och 2003), innan han valde att sluta efter säsongen 2008.
Stefan Andersson gick under smeknamnet "Pumpen", vilket han ärvt av sin farfar, som skötte vattenverket i Smedjebacken.
Han blev 1998 utsedd till Årets Gentleman (sedermera Årets ICAnder) i Svensk bandy.
Landslagskarriären började i tidig ålder, men han valde även att sluta tidigt som senior. Det blev 19 seniorlandskamper för "Pumpen" mellan åren 1987 och 1994. 
Stefan Andersson hade ett karaktäristiskt sätt att veva med armarna innan hörnslagen och tillägnades en egen sång av Sandviken-supportrarna.